# Pehr Evind Svinhufvud
Pehr Evind Svinhufvud af Qvalstad (15. prosinec 1861 Sääksmäki – 29. únor 1944 Luumäki) byl finský právník, politik a státník. V letech 1931–1937 zastával úřad prezidenta Finské republiky. V době Finského velkoknížectví v rámci Ruského impéria působil jako právník, soudce a politik. V letech 1917–1918 sehrál důležitou roli v hnutí za nezávislost Finska. Byl prvním předsedou senátu a regentem nezávislého Finska (1918). V letech 1930–1931 byl předsedou vlády.

## Život
Pocházel ze starého finskošvédského šlechtického rodu původem z kraje Dalarna. Svinhufvud ve švédštině znamená „prasečí hlava“.
Vystudoval historii a práva. Poté pracoval jako právník. Byl členem tajné protiruské organizace Kagaali (Finsko bylo v té době součástí Ruské říše). Roku 1894 byl prvně zvolen do finského parlamentu. Kvůli svým protiruským postojům byl poslán do vyhnanství na Sibiři, do města Tomsk, kde pobýval v letech 1914–1917.
Po návratu, 27. listopadu 1917, byl zvolen premiérem nově vznikajícího státu. Vzápětí vedl stranu „bílých“ ve vypuklé občanské válce, z „rudých“ Helsinek se přitom musel zachránit útěkem na ledoborci. Utekl do Německa, s nímž chtěl Finsko geopoliticky zejména spojit. V občanské válce však Svinhufvudova strana zvítězila a 18. května 1918 byl Svinhufvud zvolen „prozatímním vedoucím státu“ (regentem). Z této pozice jmenoval premiérem Juha Kusti Paasikiviho. Poté usiloval o to, aby se Finsko stalo monarchií se synem německého císaře v čele. Po německé porážce v první světové válce však tyto plány padly a Finsko se vydalo na republikánskou cestu. Sám Svinhufvud to reflektoval tím, že rezignoval na post regenta, aby uvolnil místo generálu Mannerheimovi, který byl v kontaktu s vítěznými mocnostmi. Poté se vrátil k právničení a pokoušel se i o podnikání avšak poměrně neúspěšně. Nakonec získal státní důchod a stáhl se z veřejného dění.
V roce 1925 se stal kandidátem na prezidenta, ale neuspěl. Protože byl vždy silně antikomunisticky orientován, byl prezidentem Laurim Kristianem Relanderem povolán ke druhému premiérskému mandátu (1930–1931), když se po světové hospodářské krizi zdálo, že komunistické nebezpečí kulminuje. Vláda v parlamentu neprosadila protikomunistické zákony, a tak prezident vyhlásil nové volby. Po nich byly tyto zákony schváleny a Svinhufvud byl zvolen prezidentem.
Kvůli svému antikomunismu Svinhufvud podporoval i krajně pravicové hnutí Lapua, ale tvrdě mu oponoval, když se roku 1932 pokusilo o protidemokratický puč v Mäntsälä. Převzal nejen vedení armády v krizovém momentě, ale svým naléhavým rozhlasovým projevem rozdrobil též řady povstalců (které zpočátku podpořila i řada důstojníků, ba v řadách povstalců byl i Svinhufvudův syn).
V prezidentské funkci usiloval o sblížení s ostatními severskými zeměmi, zejména se Švédskem. Prezidentské volby v roce 1937 ovšem prohrál, z velké části kvůli svému sporu se sociálními demokraty, kterým nejprve slíbil, že se po vyhraných volbách budou moci účastnit na vládě, ale pak svůj slib nesplnil. Po nezvolení se opět stáhl do ústraní. Po vypuknutí zimní války se Sověty v roce 1940 se pokusil vyjednat podporu u Hitlera a Mussoliniho, ale ani jeden z nich ho nepřijal (Němci měli tehdy se Sověty spojeneckou smlouvu – pakt Ribbentrop–Molotov).
Měl přezdívku Ukko-Pekka („staroušek Pekka“).